# Hitori ja nai
"Hitori Ja Nai" (ひとり じゃ ない, No estoy solo) es la primera canción de la serie animé Dragon Ball GT, y el noveno sencillo de la banda J-pop  Deen. Fue lanzado en un mini disco el 1 de abril de 1996, sólo en Japón llegó al número 3 en las listas de Oricon. Se juntó con la canción "Sunday". La canción fue usada por los primeros 26 episodios de la serie.

## Listado
1. ひとりじゃない
Hitori Janai/No estoy solo
2. 日曜日
Nichiyōbi/Domingo
3. ひとりじゃない（カラオケ）
Hitori Janai (Karaoke)/No estoy solo (Karaoke)
4. 日曜日（カラオケ）
Nichiyōbi (Karaoke)/Domingo (Karaoke)